# Risoluzione 440 del Consiglio di sicurezza delle Nazioni Unite
La risoluzione 440 del Consiglio di sicurezza delle Nazioni Unite, adottata il 27 novembre 1978, dopo aver ascoltato un rappresentante di Cipro, ha espresso profonda preoccupazione per la mancanza di progressi sulla questione della pace. La risoluzione ha riaffermato le risoluzioni 365 (1974), 367 (1975) e 410 (1977), invitando tutte le parti a garantire l'attuazione delle risoluzioni e la ripresa dei negoziati con le Nazioni Unite.
La risoluzione ha invitato inoltre il Segretario generale a monitorare la situazione e a riferire entro il 30 maggio 1979 o prima, in tempo per consentire al Consiglio di sicurezza di riesaminare la situazione nel giugno 1979.
Non sono stati forniti dettagli sulla votazione che è stata adottata "per consenso".